# Adrar de Iforas

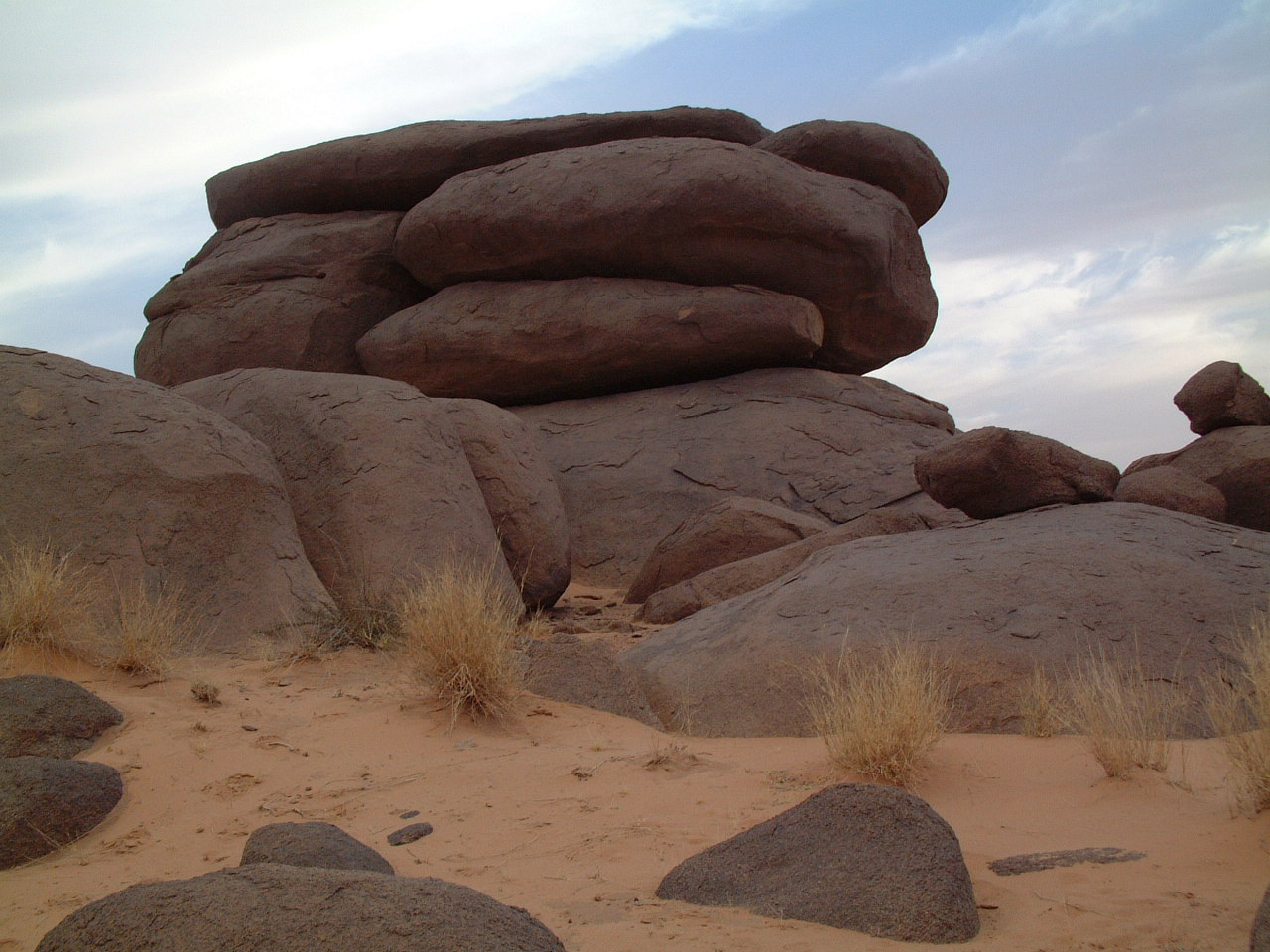
Roci erozionate în Adrar de Iforas.

Adrar de Iforas este un masiv muntos situat în nord-estul statului Mali, în deșertul Sahara.